# Sword Art Online: Lost Song
Sword Art Online: Lost Song (ソードアート·オンライン-ロスト·ソング- Sōdo Āto Onrain: Rosuto Songu?) es un videojuego de acción y rol para la consolas PlayStation 3, PlayStation Vita, PlayStation 4 y Microsoft Windows, basado en la serie de novelas ligeras Sword Art Online. Es el tercer videojuego de la serie y es el sucesor del videojuego Sword Art Online: Hollow Fragment. El juego fue lanzado en todo el mundo durante 2015; mientras que se lanzó por primera vez en Japón el 26 de marzo y luego se lanzó en la región PAL y Norteamérica el 13 y 17 de noviembre, respectivamente.
La historia de Lost Song se basa en una línea temporal alternativa de Sword Art Online que no sigue la historia canónica de las novelas ligeras. Sigue al protagonista de la serie Kirito y sus amigos mientras juegan el juego de rol multijugador masivo en línea de realidad virtual (VRMMORPG) llamado Alfheim Online (ALO). El juego presenta un gremio llamado Shamrock, liderado por el científico e ídolo Seven, contra quien Kirito compite para ser el primero en completar la expansión de ALO, Svart Alfheim.
Lost Song recibió críticas en su mayoría mixtas, y se elogió el modo multijugador y los controles; sin embargo, las mazmorras del juego fueron criticadas por ser insípidas y recicladas. Los críticos también afirmaron que el juego atrae más a los fanáticos de la serie. Una secuela, Sword Art Online: Hollow Realization, se anunció en el Dengeki Bunko Fall Fest 2015 para PS4 y Vita, con fecha de lanzamiento fijada en 2016.

## Jugabilidad
A diferencia de sus predecesores, que tienen una jugabilidad similar a un MMORPG, Lost Song está etiquetado como un videojuego de acción en lugar de un juego de rol. Es el primer juego de la serie que permite jugar como personajes además del protagonista Kirito; hay 19 personajes disponibles, aunque solo se pueden obtener dos a través de contenido descargable. Además, los jugadores pueden crear su propio personaje para usar en el modo historia del juego. Independientemente del personaje que se utilice, la historia progresará como si el jugador fuera Kirito. Cada personaje puede empuñar tres tipos de armas, por ejemplo, Kirito puede empuñar dos manos o usar una espada de una o dos manos, y las armas tienen habilidades que se pueden entrenar para desbloquear nuevas habilidades.
Mientras está en batalla, un grupo consta de tres miembros: el jugador y dos personajes seleccionados por el jugador. La lucha se realiza en el suelo y en el aire, y este último permite al jugador moverse libremente, aunque los jugadores no pueden volar en las mazmorras y están restringidos a un límite de altitud durante la primera parte de la historia. El ataque automático, que está desactivado durante el vuelo, permite a otros miembros del grupo atacar automáticamente a un enemigo que se encuentre lo suficientemente cerca sin el comando del jugador. En combate, el jugador puede asignar hechizos y ataques mágicos para que los usen los otros dos miembros del grupo. El tipo de hechizos disponibles depende de la raza del personaje; por ejemplo, Salamander usa hechizos basados en fuego, mientras que la sílfide usa magia de viento. En una fiesta, el personaje que el jugador asigna para realizar magia no es el objetivo de los enemigos. Durante el combate, hay un indicador de "Unión" que, cuando se llena, permite a los jugadores realizar el "ataque de cambio", donde un personaje ataca primero y un miembro del grupo lo sigue inmediatamente con un segundo ataque.
El juego tiene multijugador, lo que permite a los jugadores participar en duelos jugador contra jugador (PvP). La capacidad en línea también está disponible, con un lobby con hasta 16 jugadores que se pueden dividir en grupos de cuatro personas para completar misiones, como luchar contra versiones más fuertes de jefes que se encuentran en un jugador. Los grupos de cuatro jugadores también pueden participar en PvP como batallas 4v4.

## Sinopsis

### Ambientación y personajes
Lost Song tiene lugar en Svart Alfheim, un conjunto de continentes flotantes en Alfheim Online. Dos de los continentes son "Flosshilde", una región basada en hielo, y "Woglinde", una zona cubierta de hierba con molinos de viento.
Basado en la misma continuidad que Hollow Fragment, el juego sigue una línea de tiempo alternativa a la serie original; en lugar de escapar de Sword Art Online en el piso 75 como en el canon, los jugadores se vieron obligados a avanzar a través de los 25 pisos restantes del juego. Lost Song ocurre en el mismo punto cronológico que el arco de Gun Gale Online en la segunda temporada del anime, pero los personajes están explorando Alfheim Online, el MMORPG de realidad virtual más nuevo que se lanzará. Lost Song presenta tres nuevos personajes que interpretan un papel en la trama: Nanairo "Seven" Arshavin, un ídolo y científico ruso que estudia realidad virtual; Nijika "Rain" Karatachi, una sobreviviente de SAO; la hermana mayor de Seven, que sigue a Kirito durante la historia; y Sumeragi, el guardaespaldas de Seven. Seven y Sumeragi son líderes de un gremio llamado Shamrock, y Seven es el jefe. Si bien Seven está en un nivel inferior, sus compañeros de gremio se encuentran entre los jugadores más fuertes en ALO , con el 30 por ciento de los 100 mejores jugadores siendo miembros de Shamrock. Sumeragi es el mejor espadachín de ALO, habiendo derrotado a Eugene, el general de la raza Salamander, en batalla. Rain es una exmiembro del gremio, siendo expulsada después de mentir a otros miembros del gremio, seguido de capitalizar el tiempo entre su remoción y la baja oficial de su estado de gremio para robar información.

### Trama
Después de los eventos de Hollow Fragment y escapar de Sword Art Online, Kirito expresa interés en jugar ALO y decide unirse después de escuchar sobre el trabajo de Seven en el juego. Rain, consciente de las hazañas de Kirito en SAO, decide seguirlo, aunque nota su presencia. Los dos finalmente se encuentran cuando ella fue atacada por un monstruo de campo en un valle, y Kirito la invita a unirse a sus aventuras.
Kirito comienza a expresar dudas sobre el club de fans de Shamrock y Seven, y decide asistir a uno de sus conciertos. Allí, se da cuenta de que los asistentes se motivan para representar los intereses de Seven que ella menciona en el escenario. Más tarde, Seven revela que Sumeragi es su socio de investigación para un proyecto en el que está trabajando, conocido como Cloud Brain. Ella describe el experimento como una red que une las emociones de los jugadores de ALO en una, como se ve en el concierto. Ella invita a Kirito a que la ayude a crearlo, pero él lo rechaza, ya que quiere disfrutar jugando con sus amigos.
Al regresar a la mazmorra final, Kirito nota a Sumeragi, quien lo desafía a un duelo. Después de ser teletransportados a un área diferente, los dos comienzan a pelear. Con el uso de Skill Connect, un exploit del juego en el que se utilizan dos Sword Skills consecutivos sin demora, Kirito derrota a Sumeragi. Kirito avanza a través de la mazmorra para enfrentarse a Seven, mientras que Sumeragi y otros miembros de Shamrock le transfieren sus Habilidades de Espada Original (OSS).
Al llegar a la sala del jefe, Kirito descubre que Seven ya lo había derrotado él mismo. Mientras discute los resultados del proyecto, Rain cuestiona sus acciones y cómo interfieren con su condición de ídolo. Los tres comienzan a luchar y, a pesar de poseer una amplia gama de OSS, Seven es derrotado. Un Seven enojado proclama que será ella quien elimine a Svart Alfheim y su avatar se corrompe como resultado de la sobrecarga del OSS. Mientras la batalla continúa, Rain le dice a Seven que no quiere pelear, y después de la pérdida de Seven, Rain le consuela mientras su HP disminuye a cero.
Luego, Seven deja de realizar conciertos dentro del juego, ya que la membresía de Shamrock disminuyó. Después de cerrar la sesión, Kirito se encuentra con Rain y se entera de la brecha entre ella y Seven que la llevó a jugar ALO. De vuelta en ALO, Seven se encuentra con Rain de nuevo; Rain le cuenta sobre su infancia y su separación después de que sus padres se divorciaron. Después de recordar dos saludos rusos que Rain le había enseñado, los recuerdos de Seven regresan y los dos finalmente se reúnen.

## Desarrollo
El desarrollo del juego se anunció oficialmente en el Tokyo Game Show el 19 de septiembre de 2014 con el título provisional de SAO III. Mientras que los predecesores Sword Art Online: Infinity Moment y Hollow Fragment fueron desarrollados por Aquria, Artdink fue seleccionado para desarrollar Lost Song. Para el tema musical del juego, Eir Aoi y Luna Haruna, quienes interpretaron los temas del anime, tuvieron sus sencillos "Cynthia no Hikari" (シンシアの光 Cynthia's Light?) y "Yoru no Niji wo Koete" (夜の虹を越えて Over the Night Rainbow?), que aparecen en el juego como temas de apertura y final, respectivamente.

### Comercialización y lanzamiento
Como suplemento, Re: Hollow Fragment, una versión mejorada de Hollow Fragment, se incluyó con Lost Song como Sword Art Online: Game Director's Edition y se lanzó en Japón el 19 de noviembre. Re: Hollow Fragment también estaba disponible de forma gratuita y descargable si los jugadores reservaron el juego. En el Dengeki Game Festival 2015, se anunció que Lost Song y God Eater 2, también publicados por Bandai Namco Games, tendrían DLC del otro juego: el 9 de abril, la revista Dengeki PlayStation lanzó un código de serie de Kirito y Sinon. Para God Eater 2, y 14 días después, lanzó un código de los personajes de GE2, Julius y los trajes de Alisa para Lost Song. En el Tokyo Game Show del 2015, Kuroyukihime, de la serie Accel World del autor de Sword Art Online, Reki Kawahara, fue agregado como otro personaje jugable en Lost Song.
Lost Song fue lanzado en Japón para PS3 y Vita el 26 de marzo de 2015, mientras que una versión en chino tradicional fue lanzada el 28 de abril. Una versión subtitulada en inglés del juego fue lanzada en Asia el 12 de mayo, las regiones PAL el 13 de noviembre, y América del Norte el 17 de noviembre.

## Recepción
Sword Art Online: Lost Song recibió críticas "mixtas o promedio", según el agregador de reseñas de videojuegos Metacritic. El escritor de Destructoid, Josh Tolentino creía, al igual que sus predecesores, Lost Song estaba destinada a los fanáticos de la serie. Elogió el sistema de combate por consumir menos tiempo en comparación con Hollow Fragment, aunque criticó las mazmorras por ser insípidas y un "diseño de niveles apático". Meghan Sullivan de IGN le dio al juego una puntuación de 6/10, creyendo que los controles son fáciles de usar y elogió el modo multijugador, pero afirmó que los enemigos y las mazmorras son repetitivos y considera que la historia es aburrida. Jason Bohn de Hardcore Gamer dijo que el juego era 'paralizado por la falta de inversión', teniendo en cuenta la falta de actuación de voz inglés y la trama está contada a través de imágenes estáticas. Mientras tanto, PlayStation Lifestyle le otorgó una puntuación de 7 sobre 10, y lo calificó como "un recorrido divertido, alegre y relajado por un territorio de juegos de rol de acción muy gastado".

## Ventas
En la primera semana de su lanzamiento en Japón, las versiones de PS3 y Vita vendieron 55,090 y 139,298 copias, respectivamente, con un total de 194,388 copias vendidas. Las ventas de las dos versiones fueron la sexta y la segunda mayor parte de la semana, respectivamente. Los números alcanzaron los 65.000 (PS3), 177.000 (Vita) y 18.000 (PS4). En una entrevista de enero de 2016, el productor Yousuke Futami afirmó que el juego había vendido 100.000 copias en Norteamérica, 30.000 de las cuales se descargaron, y 50.000 en Europa.